# Tephrina caeca
Tephrina caeca är en fjärilsart som beskrevs av Saalmüller 1884. Tephrina caeca ingår i släktet Tephrina och familjen mätare. Inga underarter finns listade i Catalogue of Life.